# トルコの音楽チャート
トルコの音楽チャート（トルコのおんがくチャート）において、売上に応じたシングル・チャートは存在しない。トルコの音楽市場は、アルバムに偏重しているからである。アルバムの売上は Mü-yap が発表するが、週間アルバム・チャートは発表していない。
シングル・チャートには次のようなものがある。
- Türkçe Top 20 - トルコ語の曲に限った放送シングル・チャート。Nielsen Music Control が発表する。
- Türkiye Top 20 - 外国語の曲に限ったシングル・チャート。Billboard Türkiye が発表する。
- Turkish Rock Top 20 Chart - トルコ語のロック曲のチャート。Billboard Türkiye が発表する。